# 31冰淇淋

2006年2月至2020年12月15日於美國使用的31冰淇淋標誌，海外仍使用至今

巴斯金-羅彬斯（英語：Baskin-Robbins），或較常被譯稱為31冰淇淋，是發源於美國南加州的跨國連鎖冰淇淋專賣店，由艾文·羅彬斯與伯頓·巴斯金於1945年創立，以隨時都能提供31種冰淇淋口味而著稱，是世界上最早誕生的加盟連鎖冰淇淋店之一。今日已成為全球最大的連鎖冰淇淋專賣店之一，開發的冰淇淋口味已超過一千種，並在48個國家擁有6300家以上門市，其中有半數位於美國本土，日本則以590家以上的數量位居第二。
目前31冰淇淋是唐金集團旗下品牌，集團旗下其他品牌還包括了Dunkin' Donuts與Mister Donut。總部設於麻省的坎頓。

## 特色

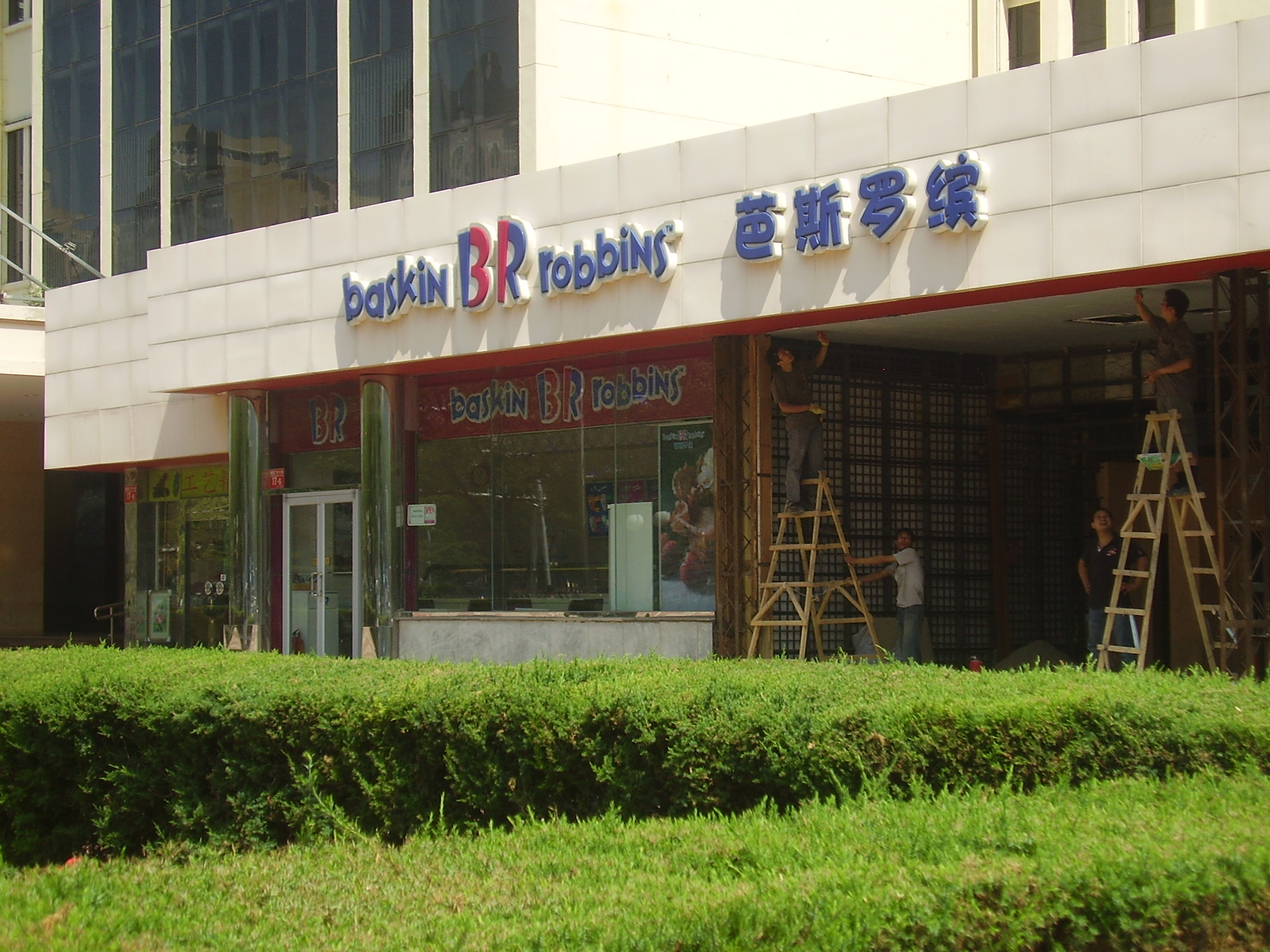
位於北京市朝阳区的芭斯罗缤友谊店

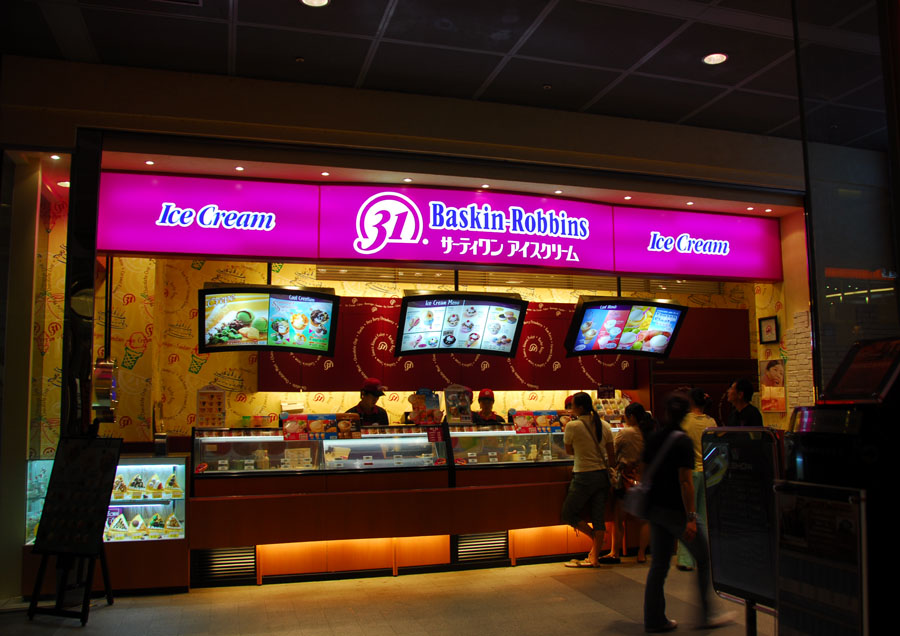
一家位於台中的31冰淇淋連鎖店

31冰淇淋向來以最多的冰淇淋口味著稱，相傳兩位創始人堅決相信來店裡享用冰淇淋的客人們應該要擁有選擇不同口味的機會，因此將隨時都有31種口味、一個月31天每天都可以選擇不同口味的冰淇淋，制訂為該品牌的政策。在經年累月的累積之下，31冰淇淋擁有超過1000種以上的冰淇淋配方資料庫，並根據此資料庫每個月更換分店內的口味名單。然而有說法認為，31冰淇淋的兩位創始人雖然的確是以喜歡研發創造嶄新冰淇淋口味而出名，但31種口味與品牌商標中的「31」這數字，卻是出自於專業廣告公司之手：1953年時巴斯金-羅彬斯雇用了卡森-羅伯斯廣告（Carson-Roberts Advertising，今日奧美廣告前身）替他們規劃品牌包裝，並由該廣告公司建議使用31種口味的概念，設計出日後廣為人知、繪有粉紅色及棕色圓點（象徵氣球）、使用馬戲團風格字體的品牌商標。
除了有許多口味可以選擇外，31冰淇淋的另一個知名政策，是他們提供給顧客用來試吃用的粉紅色小湯匙。由於31冰淇淋經常推出前所未見的新口味產品，為了確保顧客都能在實際購買後滿意他們所做的選擇，因此免費提供顧客一小湯匙的冰淇淋作為試吃。
31冰淇淋的成功並不只歸功於其眾多的口味選擇，該公司也非常擅長與時事或其他產業結合的行銷手法，推出限時口味吸引顧客。例如1957年當道奇棒球隊將主場自紐約布魯克林遷至洛杉磯時，31冰淇淋推出了「棒球瘋」（Baseball Nut）口味以茲慶祝；1964年當英國的披頭四合唱團風潮席捲美國時，他們則推出「披頭瘋」（Beatle Nut）口味來應景；1969年當阿波羅計畫首次登月成功，「月球起司蛋糕」（Lunar Cheesecake）口味也因應而生；1976年31冰淇淋推出「福吉谷福吉」（Valley Forge Fudge），以慶祝美國獨立200週年與福吉谷國家歷史公園（Valley Forge National Historical Park）的設立；1990年的「戈巴巧克力」（Gorba Chocolate）則是為了對結束蘇聯共產政權的戈巴契夫致敬。除了配合時事之外，與娛樂產業相結合作為造勢也是31冰淇淋擅長的作法，從最早的0031 Secret Bonded（配合系列電影，1965年），「邁阿密冰」（Miami Ice，配合當時走紅的警匪片《邁阿密風雲》（Miami Vice），1980年代），「史力加旋風」（Shrek Swirl，配合動畫電影《史瑞克》，2002年），「的三拳（Sinbad's Triple Punch Sherbet，配合動畫電影，2003年），以及，「企鵝旋風」（Penguin Swirl）與「水花四濺」（Splish Splash，配合動畫電影，2007年）等等。

## 歷史
31冰淇淋創始人之一的艾文·羅彬斯（Irvine Robbins）是一家乳製品公司的老闆之子，他自青少年時期就經常在家中所擁有的冰淇淋店中打工，對於像是香草與巧克力這類傳統冰淇淋口味，感到厭煩無趣，因此開始嘗試在傳統口味的冰淇淋中加入像是水果與糖果之類非傳統的材料，製作出嶄新的冰淇淋口味。羅彬斯在1939年至1945年的二戰期間加入美國陸軍，擔任後勤士官駐紮於加州，繼續在軍隊中製作新口味冰淇淋供應士兵們享用。他在退伍後，貼現了別人送給自己作猶太教成人禮賀禮的6000美元保險契約，在1945年12月於加州格蘭岱爾開設了屬於他自己的店面「雪鳥冰淇淋店」（Snowbird Ice Cream），當時店中已經有21種特殊口味的冰淇淋可以選擇。
另一方面，伯頓·巴斯金（Burt Buskin）在芝加哥一間酒店裡開了一家男裝店，他在1942年時娶了羅彬斯的姊妹，雪莉·羅彬斯（Shirley Robbins），巴斯金與羅彬斯二人成了姻親。羅彬斯對巴斯金說，賣冰淇淋比賣領帶和襯衣有趣得多了。於是巴斯金在1946年，在洛杉磯北邊的城鎮帕沙第納開設了伯頓冰淇淋店（Burton's Ice Cream）。同年，巴斯金與羅彬斯決定一起合夥開設連鎖冰淇淋店，並且用擲硬幣的方式決定誰的名字該排在前面，結果巴斯金贏了這賭注。第一家以巴斯金-羅彬斯為店名的新店同樣開設於帕沙第納，他們在1948年時將連鎖店的數量擴增到6家之多。然而，隨著分店一家一家開設，兩人發現光是管理各分店的營運就已經佔用掉他們大部分的時間，而沒有辦法投入更多心力在他們真正的興趣——研發新口味的冰淇淋——之上，為了解決這問題，兩位創始人決定將開設分店的授權賣給其中一家分店的經理（31冰淇淋一號店，位於格蘭岱爾），開創了加盟連鎖冰淇淋店產業的先河。從此之後，各分店的經營陸續開始由對冰淇淋產業有興趣的店長／店經理自行負責，但店內所銷售的冰淇淋，則是統一由總店製造供應。
1949年，分店數量已經擴張到43家，為了供應日漸增加的分店之需求，原本在總店製造的冰淇淋開始供不應求。於是，巴斯金與羅彬斯買下一座位於加州柏本克的生產工廠，成為該品牌第一座中央工廠。1953年，透過專業廣告公司的規劃，正式制訂了31種冰淇淋口味的概念與將「31」這數字加入品牌名稱中，成為今日所熟知的巴斯金-羅彬斯31冰淇淋（Baskin-Robbins 31 Ice Cream）。1959年時，31冰淇淋在亞利桑納州鳳凰城開設了第一家加州以外的分店，並在接下來的十年間迅速擴張規模，成為全美國超過400家分店的大企業。
1967年時，創始人之一的巴斯金心臟病發過世，31冰淇淋也在隔年（1968年）被聯合果品公司（現為金吉達品牌國際）所收購，並在1972年時首度在證券市場掛牌。1973年，當聯合水果被總部設於英國倫敦的食品公司約瑟夫·里昂（J. Lyons and Co.）收購時，31冰淇淋也連帶轉手成為外商子公司。1973年12月19日，知名日本點心製造商不二家設立了子公司「B-R日本」（ビー・アールジャパン株式会社），並於隔年（1974年）1月透過股權出售增資的方式，轉型成與美國的巴斯金-羅彬斯合資擁有的子公司，替31冰淇淋進軍日本市場鋪路。1974年，31冰淇淋在比利時布魯塞爾開設了美國本土以外的第一家分店，正式進軍國際市場。
1978年時，約瑟夫·里昂公司與大型英國酒業集團聯合釀酒廠（Allied Breweries）合併，組成聯合-里昂集團（Allied-Lyons），多年後的1994年時，聯合-里昂集團又與墨西哥起家的佩卓·多美（Pedro Domecq S.A.）合併成為聯合多美集團（Allied Domecq）。聯合多美集團在2005年時遭法國的酒業巨擘保樂力加集團（Pernod Ricard SA）購併，並在購併之後將不屬於酒類產業的幾個品牌自母集團中拆分出來成立唐金品牌公司（Dunkin' Brands, Inc.），出售給由貝恩資本、湯馬斯·李合夥集團（Thomas H. Lee Partners, L.P.）與凱雷集團等幾家私人控股公司所組成的團隊。

### 日本的31冰淇淋

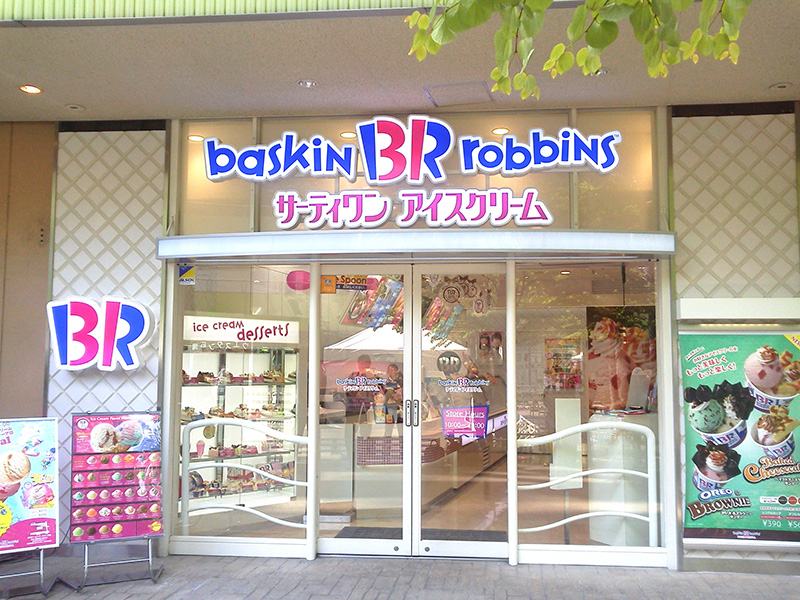
位於東京巨蛋城內「LaQua」複合型休閒設施的31冰淇淋門市

日本是31冰淇淋除了美國本土以外，無論是分店數量還是冰淇淋銷售量都排名第二的單一市場。與美國本土的民眾習慣使用的稱呼不同，在日本人們只熟悉「31冰淇淋」（サーティワンアイスクリーム，的片假名拼寫）這般的稱呼方式，事實上，該品牌在日本也是以「31冰淇淋」的名義註冊的。在日本的31冰淇淋主要是以位於百貨公司美食區或高速公路服務區的小規模店面為主，除了冰淇淋、聖代與相關凍飲等美國31冰淇淋也有的產品品項之外，部分日本31的分店也銷售比較特殊的冰淇淋口味之可麗餅產品。
31冰淇淋在日本的運作始於1973年（昭和48年）12月，由日本知名食品生產商不二家投入4000萬日圓設立了「B-R日本株式會社」（ビー・アールジャパン株式会社），並在隔年1月與美國總公司合作再增資1億6000萬日圓正式成為國際合資企業，開始在日本開設包含了直營店與加盟店在內的銷售網。1979年時B-R日本在靜岡縣東郡小山町建立第一家位於日本的授權生產廠，初期冰淇淋年產量為200萬加侖。
1985年時，配合「31冰淇淋」這品牌名稱，公司名稱正式變更為「B-R三一冰淇淋株式會社」（B-Rサーティワン アイスクリーム株式会社）。該公司的股票在1987年12月時，正式在日本的JASDAQ證券交易所掛牌。

### 台灣的31冰淇淋
台灣曾在1983年（民國72年）時引進31冰淇淋與唐先生甜甜圈，並掀起一陣進口連鎖冰淇淋品牌引進台灣的風潮，跟隨其進入的還包括了醉爾斯（Dreyer's）、雙聖（Swensen's）等牌子。相對於台灣當時主流的冰淇淋品牌，31冰淇淋初期引進時一球50元台幣的價位可以說是非常昂貴，因此業者打出「每逢31日就有31元特價」的促銷活動，而打響了品牌知名度。然而由於營運狀況不如預期，31冰淇淋與其兄弟品牌唐先生甜甜圈在引進台灣幾年後悄然下市。
2007年時，以紡織業起家、並且擁有連鎖超級市場「裕毛屋」的裕懋興業重新將31冰淇淋引進台灣；爾後於2009年脫離裕懋興業，成立三一冰淇淋股份有限公司。。但與1983年時第一次引進的31冰淇淋不同的是，台灣三一冰淇淋這次引進的是日本31冰淇淋生產的冰淇淋，除了使用與日本31冰淇淋相同的品牌商標外（美國的31冰淇淋已於2006年時更新了企業識別標誌），包括冰淇淋的口味與可麗餅的銷售，也都與日本31雷同，展店初期也被視為日本31冰淇淋的海外分店。至2013年台灣共有13家分店，同年台灣三一冰淇淋也隨著日本31冰淇淋，更新商標至與美國31冰淇淋現用相同的2006年版商標。2014年年底因不敵超商霜淇淋風潮及總公司權利金和展店要求，再度退出台灣市場，後於2018年10月再度回歸台灣市場。

### 中國大陸的31冰淇淋
2008年陝西松茂集團引進31冰淇淋至中國大陸，除保有原英文商標外，又另採英文名音譯為中文商標「芭斯羅繽冰淇淋」，至2014年已有超過100家分店。

## 世界記錄
31冰淇淋擁有三項金氏世界記錄頭銜：
- 2000年5月18日，31冰淇淋以3100球冰淇淋疊成全世界最大的冰淇淋球金字塔。
- 31冰淇淋的一位加盟店長，紐約的米區·科罕（Mitch Cohen），以18支冰淇淋的紀錄，名列全世界一分鐘之內舀出最多支冰淇淋的紀錄保持人。
- 2005年9月13日，為了慶祝31冰淇淋創立60週年，31冰淇淋以6,000磅（2,700）的香草口味冰淇淋，在位於坎登的總部製作出全世界最巨大的冰淇淋雕塑[10]。

## 競爭者
- 冰雪皇后
- 哈根达斯
- 酷聖石
- 班傑利

## 外部連結
- （英文）31冰淇淋官方網站（页面存档备份，存于）
- （日語）31冰淇淋日本官方網站（页面存档备份，存于）